# Maria Hjorth
Maria Hjorth (ur. 15 października 1973) – szwedzka golfistka zawodowa na co dzień grająca w turniejach z cyklu LPGA Tour (pięć wygranych) oraz w mniejszym stopniu Ladies European Tour (2 wygrane). Trzykrotnie wystąpiła w reprezentacji Europy na Solheim Cup. W przeszłości rywalizowała również w szwedzkiej pierwszej lidze curlingu.

## Życie osobiste
Pod koniec 2007 Hjorth wyszła za mąż za Shauna McBride.
Na początku lutego 2009 przyszło na świat ich pierwsze dziecko – córka Emily Monica.
W okresie porzedzającym narodziny brzemienna Hjort regularnie brała udział w turniejach sezonu 2008.
Maria uprawia aktywnie sport pomimo zdiagnozowanej cukrzycy.
Ma dwie siostry.

## Kariera amatorska
Hjorth zaczęła grać w golfa w wieku pięciu lat.
W latach 1991–1996 wygrała 23 turnieje amatorskie oraz była członkiem szwedzkiej kadry narodowej.
Hjorth jako amatorka wielokrotnie startowała na zawodowym Telia Tour. Tam jej najważniejsze osiągnięcia to dwukrotne zwycięstwa w Aspeboda Ladies Open (1991 i 1993) oraz SM Match (1993 i 1994).

## Kariera zawodowa
Maria Hjorth przeszła na zawodowstwo w roku 1996, tym samym w którym ukończyła college. Pierwszy sezon spędziła grając na LET. Na wszystkie 11 startów przeszła cuta, a jej najlepszy wynik to drugie miejsce podczas Ladies’ German Open.
Sezon 1997 był ostatnim w pełni spędzonym przez Hjorth na Ladies European Tour. W jego trakcie przeszła cuta w dziesięciu turniejach spośród 12 w których wzięła udział. Najlepszym wynikiem Hjorth było drugie miejsce w Ford-Stimorol Danish Open.
W marcu 1997 miał miejsce epizod Marii Hjorth w amerykańskim kobiecym Player’s West Tour. W inauguracyjnym sezon turnieju Karl Moedl / Golf USA Women’s Classic Hjorth zagrała trzy rundy w 207 uderzeniach (-12, 8 uderzeń lepiej od najbliższych rywalek), w tym rekord pola 66 uderzeń w drugiej rundzie. Straciła jednak zwycięstwo poprzez dyskwalifikację, gdyż ostatniego dnia oddała niepodpisaną kartę. Dwa tygodnie później w pełni się zrehabilitowała wygrywając Antelope Valley Rubbish Classic.
Tego samego roku zajęła czwarte miejsce w turnieju kwalifikacyjnym do LPGA Tour, co dało jej kartę do gry na tym tourze w sezonie 1998.
W debiutanckim sezonie na LPGA Tour Hjorth zagrała w 24 turniejach, z czego w 18 przeszła cuta. Najlepszą pozycję zajęła we Friendly’s Classic, gdzie została sklasyfikowana na piątym miejscu ex aequo.
Tego roku sześciokrotnie zagrała również na LET, przechodząc wszystkie cuty i dwukrotnie zajmując drugie miejsce, w Evian Masters oraz w Air France Madame Open.
Sezon 1999 przyniósł pierwsze znaczące sukcesy. Hjorth zdobyła swoje pierwsze zwycięstwo na LPGA Tour wygrywając Safeco Classic.
Niecałe dwa miesiące później powtórzyła sukces, triumfując z przewagą pięciu uderzeń w rozgrywanym w Japonii Mizuno Classic.
W całym sezonie zdobyła 408 birdie, zostając pierwszą golfistką w historii LPGA Tour, która przekroczyła próg 400 birdie. Na Ladies European Tour wystąpiła w pięciu turniejach. W McDonald’s WPGA Championship była bliska wygranej, ale przegrała w dogrywce z Laurą Davies.
Kolejny sezon był uboższy w dobre wyniki. Najlepszym wynikiem Hjorth na LPGA Tour było drugie miejsce w Subaru Memorial of Naples, podczas którego przegrała w dogrywce z Nancy Scranton. Na LET co prawda przeszła wszystkie pięć cutów, jednak tylko raz znalazła się w pierwszej dziesiątce.
W 2001 roku co prawda Hjorth nie wygrała ani razu na LPGA Tour, jednak aż czterokrotnie kończyła zawody na drugim miejscu (Evian Masters,
Jamie Farr Kroger Classic,
Wegmans Rochester International
oraz LPGA Corning Classic)
i dwa razy na trzecim. W rezultacie pod koniec sezonu zajęła najlepsze jak dotąd w swojej karierze piąte miejsce na liście zarobków.
Trzecie miejsce zajęte w LPGA Championship
przez kolejne sześć lat było jej najlepszym wynikiem w turnieju wielkoszlemowym. Dobry występ na Evian Masters wydatnie przyczynił się do uzyskania najwyższej sumy zarobków w klasyfikacji LET, jednak tego roku tylko cztery razu zagrała w turniejach z kalendarza Ladies European Tour, przez co pierwsze miejsce w Order of Merit miało charakter tylko prowizoryczny.
W sezonie 2002 Hjorth dwukrotnie zajmowała drugie miejsce – za każdym razem w Europie: w Evian Masters była gorsza tylko od Anniki Sörenstam,
a w WPGA Championship ustąpiła wynikiem innej swojej rodaczce Åsie Gottmo.
Udział w siedmiu turniejach z cyklu LET w połączeniu z dobrymi wynikami pozwolił Hjorth zająć drugie miejsce w klasyfikacji tego touru, w przeciwieństwie do poprzedniego roku tym razem w pełni usankcjonowane.
Uwieńczeniem dobrych dwóch sezonów Hjorth była kwalifikacja do drużyny reprezentantek Europy podczas Solheim Cup w 2002. W swoich trzech meczach zdobyła jeden punkt.
Kolejne dwa sezony Hjorth na LPGA Tour były dużo słabsze. W 2003 tylko raz zakończyła turniej w pierwszej dziesiątce, a na 22 turnieje tylko w połowie przeszła cuta.
W 2004 najlepszym miejscem było siedemnaste w State Farm Classic, a cuta przeszła tylko w 9 zawodach.
W rezultacie zajęła dopiero 123. miejsce na liście zarobków i pod koniec sezonu musiała walczyć o kartę na przyszły rok. Dwunaste miejsce w turnieju kwalifikacyjnym pozwoliło jej utrzymać kartę LPGA Tour na sezon 2005.
W przeciwieństwie do niepowodzeń na LPGA Tour, udział w cyklu LET przyniósł Hjorth pierwsze zwycięstwo w tourze europejskim. Sukces przyszedł podczas Ladies English Open, gdzie grając 64 podczas ostatniej rundy wyrównała rekord pola i wygrała całe zawody z przewagą sześciu uderzeń.
Rok 2005 przyniósł oczekiwaną odmianę w jakości gry Hjorth. Na LPGA Tour zanotowała trzecie miejsce podczas John Q. Hammons Hotel Classic,
oraz przy trzech innych okazjach kończyła turniej klasyfikowana w pierwszej dziesiątce. W Europie obroniła wywalczony rok wcześniej tytuł Ladies English Open oraz zajęła trzecie miejsce w ANZ Ladies Masters.
W Order of Merit Ladies European Tour została sklasyfikowana na piątym miejscu. Powrót dobrej formy pozwolił Hjorth ponownie dostąpić honoru współreprezentowania Europy w meczach Solheim Cup. Tym razem zagrała czterokrotnie, jednak tak jak i rok wcześniej zdobyła tylko jeden punkt.
W sezonie 2006 Hjorth utrzymała formę sprzed roku. W turnieju State Farm Classic (LPGA Tour) zajęła trzecie miejsce,
będące jej najlepszym wynikiem tego roku. Podobnie na LET najlepszym wynikiem Hjorth było trzecie miejsce w Catalonia Ladies Masters.
Sezon 2007 przyniósł dalszą poprawę w grze Hjorth. Na 25 występów w turniejach LPGA Tour tylko trzy razy nie przeszła cuta. Co więcej zanotowała swoje trzecie zwycięstwo, które miało miejsce w Navistar LPGA Classic.
W Women's British Open zajęła drugie miejsce ex aequo za Loreną Ochoą.
Na tej samej pozycji zakończyła też turniej Mizuno Classic.
W końcowej klasyfikacji LPGA Tour znalazła się na 11 miejscu – najlepszym od 2001 roku.
W Ladies European Tour tylko raz nie przeszła cuta. W Scandinavian TPC Hosted by Annika zajęła czwarte miejsce ex aequo.
Ponownie zakwalifikowała się drużyny na Solheim Cup, podczas którego w pięciu meczach zdobyła 2,5 punktu.
W 2008 zaczęła od silnego akcentu w postaci dobrych startów w dwóch pierwszych turniejach wielkoszlemowych. W Kraft Nabisco Championship zajęła czwarte miejsce, a w LPGA Championship była bliska wygranej, jednak przegrała w dogrywce z Yani Tseng.
Na Ladies European Tour najlepszym wynikiem Hjorth było drugie miejsce podczas Scandinavian TPC Hosted by Annika oraz trzecie w BMW Ladies Italian Open.
W sezonie 2009 pierwszym turniejem Hjorth po narodzinach córki był Corona Championship. W zawodach tych Maria przeszła cuta ostatecznie zajmując ex aequo 53. miejsce.
Po czterech kolejnych niezbyt udanych startach Hjorth zaczęła wracać do formy. W turniejach wielkoszlemowych zajęła 23. miejsce w LPGA Championship oraz 11. miejsce w British Open, zaś pod koniec sezonu udało jej się 3 razy z rzędu znaleźć w czołowej dziesiątce turnieju, wliczając 2. miejsce w Hana Bank KOLON Championship.
Kolejny rok przyniósł podobne osiągnięcia jak sezon wcześniej, zamiast równej formy dobre starty były przeplatane nieudanymi. Hjorth udało się trzykrotnie ukończyć turniej w najlepszej dziesiątce oraz wygrała wieńczący sezon LPGA Tour Championship.
W 2011 jak dotąd Hjorth przeszła cuta w każdym turnieju w którym brała udział, zajmując nie gorsze niż 45. miejsce. Największym sukcesem było wygranie swojego piątego w karierze turnieju LPGA: Avnet LPGA Classic.

## Zawodowe wygrane (11)

### LPGA Tour (5)
| Legenda                            |
| ---------------------------------- |
| Wielki szlem (0)                   |
| Pozostałe zwycięstwa LPGA Tour (5) |

| Lp. | Data                  | Turniej                | Zwycięski wynik       | Końcowa przewaga | 2. miejsce                                            |
| --- | --------------------- | ---------------------- | --------------------- | ---------------- | ----------------------------------------------------- |
| 1.  | 19 września 1999(dts) | SAFECO Classic         | -17 (69-68-70-64=271) | 2 uderzenia      | Catriona Matthew                                      |
| 2.  | 7 listopada 1999(dts) | Mizuno Classic         | -15 (70-64-67=201)    | 5 uderzeń        | Laura Davies, Ku Ok-hee, Aki Nakano, Fumiko Muraguchi |
| 3.  | 30 września 2007(dts) | Navistar LPGA Classic  | -14 (70-67-70-67=274) | 1 uderzenie      | Stacy Prammanasudh                                    |
| 4.  | 5 grudnia 2010(dts)   | LPGA Tour Championship | -5 (72-68-71-72=283)  | 1 uderzenie      | Amy Young                                             |
| 5.  | 1 maja 2011(dts)      | Avnet LPGA Classic     | -10 (70-74-67-67=278) | 2 uderzenia      | Kim Song-hee                                          |

### Ladies European Tour (2)
| Lp. | Data               | Turniej             | Zwycięski wynik    | Końcowa przewaga | 2. miejsce      |
| --- | ------------------ | ------------------- | ------------------ | ---------------- | --------------- |
| 1.  | 11 lipca 2004(dts) | Ladies English Open | -19 (66-67-64=197) | 6 uderzeń        | Joanne Mills    |
| 2.  | 10 lipca 2005(dts) | Ladies English Open | -12 (68-69-67=204) | 1 uderzenie      | Minea Blomqvist |

### Telia Tour (3)
| Lp. | Data                 | Turniej              | Zwycięski wynik   | Końcowa przewaga | 2. miejsce     |
| --- | -------------------- | -------------------- | ----------------- | ---------------- | -------------- |
| 1.  | 2 czerwca 1996(dts)  | Delsjön Ladies Open  | +5 (77-72-72=221) | 2 uderzenia      | Helene Koch    |
| 2.  | 16 czerwca 1996(dts) | Toyota Ladies Open   | -6 (71-71-68=210) | 11 uderzeń       | Malin Landehag |
| 3.  | 28 lipca 1996(dts)   | Aspeboda Ladies Open | -5 (71-71-72=214) | 5 uderzeń        | Linda Ericsson |

### Players West Tour (1)
| Lp. | Data               | Turniej              | Zwycięski wynik  | Końcowa przewaga | 2. miejsce   |
| --- | ------------------ | -------------------- | ---------------- | ---------------- | ------------ |
| 1.  | 26 marca 1997(dts) | A.V. Rubbish Classic | E (73-71-72=216) | 1 uderzenie      | Sara Hallock |

## Wyniki w turniejach wielkoszlemowych
| Turniej                    | 1998 | 1999 | 2000 |
| -------------------------- | ---- | ---- | ---- |
| Kraft Nabisco Championship | DNP  | 10=  | CUT  |
| LPGA Championship          | 16=  | 63=  | CUT  |
| U.S. Women’s Open          | DNP  | 8=   | CUT  |
| du Maurier Classic         | 41=  | 17=  | CUT  |

| Turniej                    | 2001 | 2002 | 2003 | 2004 | 2005 | 2006 | 2007 | 2008 | 2009 |
| -------------------------- | ---- | ---- | ---- | ---- | ---- | ---- | ---- | ---- | ---- |
| Kraft Nabisco Championship | 24=  | 36=  | 5=   | CUT  | DNP  | CUT  | 9    | 4    | DNP  |
| LPGA Championship          | 3=   | 22=  | CUT  | CUT  | 71   | 39=  | 33=  | 2    | 23=  |
| U.S. Women’s Open          | 19=  | CUT  | CUT  | DNP  | CUT  | 41=  | CUT  | 51=  | CUT  |
| Women's British Open       | 25=  | CUT  | CUT  | 69   | CUT  | 45=  | 2=   | 69=  | 11=  |

| Turniej                    | 2010 | 2011 |
| -------------------------- | ---- | ---- |
| Kraft Nabisco Championship | DSQ  | 19=  |
| LPGA Championship          | CUT  |      |
| U.S. Women’s Open          | 28=  |      |
| Women's British Open       | CUT  |      |

DNP = nie brała udziału.

DSQ = dyskwalifikacja

CUT = nie przeszła cuta.

„= „= ex aequo

Zielone tło dla wygranych. Żółte tło dla miejsca w pierwszej dziesiątce.

## Podsumowanie wyników na LPGA Tour
| Sezon | Liczba startów | Zrobione cuty | Wygrane | 2. miejsca | 3. miejsca | Top 10 | Najlepsze miejsce | Zarobki (USD) | Pozycja na liście zarobków | Średnia uderzeń |
| ----- | -------------- | ------------- | ------- | ---------- | ---------- | ------ | ----------------- | ------------- | -------------------------- | --------------- |
| 1996  | 1              | 1             | 0       | 0          | 0          | 0      | 25=               | 7.730         | n.d.                       | 72,25           |
| 1997  | 2              | 0             | 0       | 0          | 0          | 0      | CUT               | n.d.          | n.d.                       | 75,00           |
| 1998  | 24             | 18            | 0       | 0          | 0          | 3      | 5=                | 133.943       | 56                         | 72,08           |
| 1999  | 30             | 28            | 2       | 1          | 0          | 7      | 1                 | 572.940       | 11                         | 71,08           |
| 2000  | 27             | 15            | 0       | 1          | 0          | 2      | 2                 | 181.939       | 50                         | 73,32           |
| 2001  | 29             | 24            | 0       | 4          | 2          | 9      | 2                 | 848.195       | 5                          | 71,46           |
| 2002  | 22             | 17            | 0       | 1          | 0          | 2      | 2=                | 359.194       | 26                         | 72,14           |
| 2003  | 22             | 11            | 0       | 0          | 0          | 1      | 5=                | 108.512       | 70                         | 73,08           |
| 2004  | 22             | 9             | 0       | 0          | 0          | 0      | 17=               | 44.074        | 123                        | 74,10           |
| 2005  | 22             | 16            | 0       | 0          | 1          | 4      | 3=                | 242.371       | 51                         | 72,36           |
| 2006  | 26             | 18            | 0       | 0          | 1          | 2      | 3=                | 299.634       | 44                         | 72,20           |
| 2007  | 25             | 22            | 1       | 2          | 0          | 7      | 1                 | 949.055       | 11                         | 71,95           |
| 2008  | 22             | 20            | 0       | 1          | 0          | 4      | 2                 | 588.396       | 31                         | 71,77           |
| 2009  | 18             | 14            | 0       | 1          | 0          | 3      | 2=                | 428.935       | 32                         | 71,02           |
| 2010  | 22             | 13            | 1       | 0          | 1          | 4      | 1                 | 568.913       | 20                         | 71,97           |
| 2011  | 8              | 8             | 1       | 0          | 0          | 2      | 1                 | 304.874       | 14                         | 71,52           |

† stan na 19 czerwca 2011.

## Podsumowanie wyników na LET
| Sezon | Liczba startów | Zrobione cuty | Wygrane | 2. miejsca | 3. miejsca | Top 10 | Najlepsze miejsce | Zarobki (€) | Pozycja na liście zarobków | Średnia uderzeń |
| ----- | -------------- | ------------- | ------- | ---------- | ---------- | ------ | ----------------- | ----------- | -------------------------- | --------------- |
| 1992  | 1              | 1             | 0       | 0          | 0          | 0      | 55=               | n.d.        | n.d.                       | 77,50           |
| 1993  | 1              | 1             | 0       | 0          | 0          | 0      | 35=               | n.d.        | n.d.                       | 75,00           |
| 1994  | 1              | 1             | 0       | 0          | 0          | 0      | 41=               | n.d.        | n.d.                       | 75,50           |
| 1995  | 1              | 1             | 0       | 0          | 0          | 0      | 16=               | n.d.        | n.d.                       | 73,50           |
| 1996  | 11             | 11            | 0       | 1          | 0          | 1      | 2                 | 23.682      | 24                         | 73,21           |
| 1997  | 12             | 10            | 0       | 1          | 0          | 5      | 2                 | 59.028      | 10                         | 72,93           |
| 1998  | 6              | 6             | 0       | 2          | 0          | 3      | 2                 | 116.056     | 3                          | 72,36           |
| 1999  | 5              | 5             | 0       | 1          | 0          | 2      | 2                 | 77.453      | 11                         | 72,10           |
| 2000  | 5              | 5             | 0       | 0          | 0          | 1      | 8                 | 42.194      | 23                         | 72,95           |
| 2001  | 4              | 4             | 0       | 1          | 0          | 2      | 2                 | 275.943     | 1                          | 71,06           |
| 2002  | 7              | 5             | 0       | 2          | 0          | 2      | 2                 | 266.066     | 2                          | 72,00           |
| 2003  | 6              | 4             | 0       | 0          | 0          | 0      | 11=               | 20.260      | 56                         | 73.05           |
| 2004  | 7              | 6             | 1       | 0          | 0          | 1      | 1                 | 44.851      | 25                         | 72,50           |
| 2005  | 8              | 7             | 1       | 0          | 1          | 5      | 1                 | 158.525     | 5                          | 71,43           |
| 2006  | 5              | 5             | 0       | 0          | 1          | 1      | 3=                | 80.173      | 21                         | 70,73           |
| 2007  | 7              | 6             | 0       | 1          | 0          | 2      | 2=                | 198.283     | 5                          | 72,56           |
| 2008  | 4              | 4             | 0       | 1          | 1          | 3      | 2=                | 62.336      | 32                         | 70,89           |
| 2009  | 4              | 4             | 0       | 0          | 1          | 1      | 3                 | 96.174      | 14                         | 71,13           |
| 2010  | 3              | 2             | 0       | 0          | 0          | 0      | 16=               | 42.757      | 51                         | 71,44           |

* stan na 19 czerwca 2011.

## Osiągnięcia w Solheim Cup
| Rok              | Suma meczów | Łączne W-P-R | Pojedynki W-P-R                        | 4somes W-P-R                                                                 | 4balls W-P-R                                                             | Zdobyte punkty | Skuteczność |
| ---------------- | ----------- | ------------ | -------------------------------------- | ---------------------------------------------------------------------------- | ------------------------------------------------------------------------ | -------------- | ----------- |
| W całej karierze | 17          | 5-7-5        | 0-3-1                                  | 3-2-1                                                                        | 2-2-3                                                                    | 7,5            | 44,12%      |
| 2002             | 3           | 1-2-0        | 0-1-0 przegr. przeciwko K. Robbins 5&3 | 0-0-0                                                                        | 1-1-0 przegr. w parze z A. Sörenstam 2&1, wygr. w parze z I. Tinning 1up | 1              | 33%         |
| 2005             | 4           | 1-3-0        | 0-1-0 przegr. przeciwko N. Gulbis 2&1  | 1-1-0 wygr. w parze z L. Davies 2&1, przegr. w parze z L. Davies 3&2         | 0-1-0 przegr. w parze z I. Tinning 3&2                                   | 1              | 25%         |
| 2007             | 5           | 1-1-3        | 0-1-0 przegr. przeciwko P. Creamer 2&1 | 1-0-1 wygr. w parze z G. Nocera 3&2, remis w parze z G. Nocera               | 0-0-2 remis w parze z A. Sörenstam, remis w parze z L. Wessberg          | 2,5            | 50%         |
| 2009             | 5           | 2-1-2        | 0-0-1 remis przeciwko C. Kerr          | 1-1-0 wygr. w parze z A. Nordqvist 3&2, przegr. w parze z A. Nordqvist 2down | 1-0-1 remis w parze z C. Matthew, wygr. w parze z G. Nocera 1up          | 2,5            | 50%         |

## Curling
Największe osiągnięcia Hjorth w curlingu przypadają na początek lat 90. W 1990 została mistrzem Szwecji w konkurencji figurskolan.
Dwa lata później Eva Eriksson, która wygrała mistrzostwa kraju juniorów, zaproponowała jej pozycję rezerwowej na Mistrzostwach Świata Juniorów w Oberstdorfie. Szwedki przegrały półfinał i zdobyły brązowe medale, Hjort podczas tej imprezy nie wzięła udziału w żadnym meczu. Reprezentowała Falu Curling Club.